# Ушаков, Максим Юрьевич
Максим Юрьевич Ушаков (9 марта 1972, Иркутск — 19 декабря 2019, там же) — российский актёр, художник-мультипликатор.

## Биография
Максим Ушаков родился 9 марта 1972 года в Иркутске.
В 1992 году начал работать художником-мультипликатором на студии «Ритаг» в Иркутске. Первая самостоятельная работа — трёхминутный фестивальный мультфильм «Так это ж любовь!».
После закрытия студии в 1995-м занимался наружной рекламой. В 1999 году переехал в Москву, работал в студиях «Christmas Films», «Солнечный дом», «VMP».
сценарист, режиссёр, аниматор мультипликационного фильма «Полёт».
Ушел из жизни после тяжёлой болезни.
Максим Ушаков о себе:
«Искусство вперёд двигают дилетанты. Профессионалы начинают тормозить творческий процесс»

## Признание и награды
- 2005 — «Полёт» — Приз фестиваля сверхкороткого фильма ESF, Новосибирск, номинация «За приверженность традициям качества в анимации для взрослых».

## Творчество

### Работа в театре (художник-постановщик)
- «Елизавета Бам» Д. Хармса (режиссёр Вячеслав Кокорин)
- «Орфей и Эвридика» (режиссёр Алексей Булдаков)
- «Женитьба Бальзаминова» А. Островского (режиссёр А. И. Штейнер)
- «Медея» (режиссёр Леонид Альков)
- «Сны» (режиссёр Иван Вырыпаев)
- «Кислород» (режиссёр Виктор Рыжаков)

### Мультипликация
- «Бамбукоповал» (режиссёр В. Алфёров)
- «Князь Владимир» (режиссёр Ю. Кулаков)
- «Бабка Ёжка и другие» (режиссёр В. Угаров)
- «Незнайка и Баррабасс» (режиссёр С. Гросс)
- «Королевский подарок» (режиссёр. Н. Крыжановская)
- «Лесная история» (режиссёр А. Кодкин)
- «Нерпы под прицелом» (режиссёр А. Кодкин)

### Фильмография
- 2006 — «Эйфория» (режиссёр Иван Вырыпаев) — Павел